# Жерновка (Абайская область)
Жерновка (каз. Жерновка) — село в Бородулихинском районе Абайской области Казахстана. Административный центр Жерновского сельского округа. Находится примерно в 25 км к юго-востоку от районного центра, села Бородулиха. Код КАТО — 633847100.

## Население
В 1999 году население села составляло 1105 человек (551 мужчина и 554 женщины). По данным переписи 2009 года, в селе проживали 893 человека (457 мужчин и 436 женщин).